# Lärkmetallfly
Lärkmetallfly, Syngrapha ain, är en fjärilsart som beskrevs av Sigmund von Hochenwarth 1785. Lärkmetallfly ingår i släktet Syngrapha och familjen nattflyn, Noctuidae. Arten är ännu inte funnen i Sverige. I Finland är arten listad som sällsynt migrant med ett fåtal fynd, alla i Birkaland. Artens habitat är gles lärkskog och lärk är också dess värdväxt, som larven livnär sig av. En underart finns listad i Catalogue of Life, Syngrapha ain persibirica Ronkay, Ronkay, Behounek & Mikkola, 2008.

## Bildgalleri

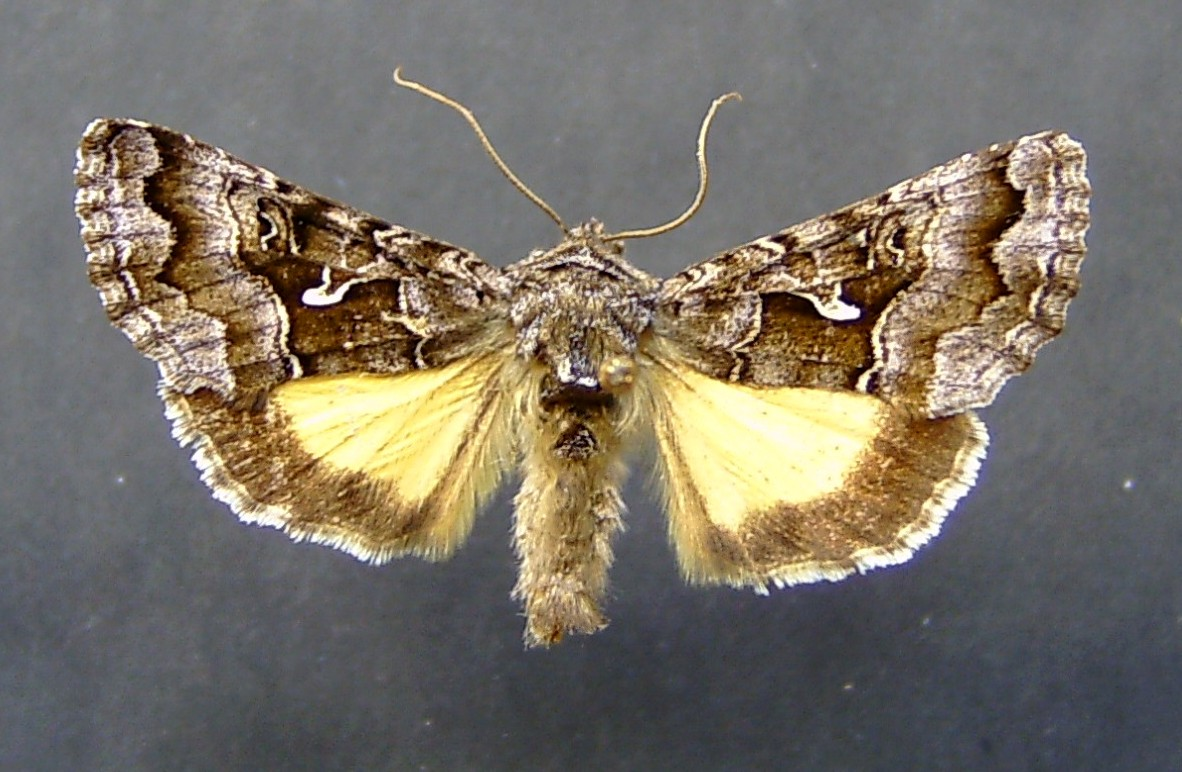
Preparerad (uppnålad) imago fjäril